# Trelleborg (entreprise)
 (janvier 2025).
Pour les articles homonymes, voir Trelleborg (homonymie).
Trelleborg AB est une compagnie internationale de production de caoutchouc et de polymères industriels, dont le siège social est basé à Trelleborg dans le sud de la Suède. Le groupe réalise un chiffre d’affaires annuel de 30,1 milliards de couronnes suédoises (3,0 milliards d’euros), exerce ses activités dans près de cinquante pays, et emploie 16 701 personnes dans le monde. L’action de Trelleborg est cotée à la bourse de Stockholm depuis 1964 et est cotée au Nasdaq de Stockholm, Large Cap[source insuffisante].

## Historique
La société a été fondée en 1905 sous le nom de Trelleborgs Gummifabriks AB (Entreprise de transformation de caoutchouc de Trelleborg) par Henry Dunker et Johan Kock, qui étaient tous deux déjà actifs dans l’industrie du caoutchouc. La société comptait initialement 150 employés et produisait des pneus de vélos et du caoutchouc pour applications industrielles. Durant la Première Guerre mondiale, les forces armées suédoises ont passé des commandes importantes.
Vers le milieu des années 1930, le nombre d’employés avait atteint 1 000 personnes. Au début des années 1950, la part du chiffre d’affaires du constructeur réalisé hors Suède a augmenté : entre 1950 et 1970, elle est passée de 4 % à 40 %. En 1964, Trelleborgs Gummifabriks AB est cotée à la Bourse de Stockholm. Le nom actuel a été adopté en 1977. Entre 1983 et 1991, la stratégie a consisté à devenir un groupe industriel de grande envergure, avec un accent particulier sur l’exploitation minière et les métaux. Plus tard, l’entreprise s’est recentrée sur les produits en caoutchouc. En 1999, l’étendue des activités s’est davantage limité pour se spécialiser dans les applications industrielles. En 2003, les garnitures de précision à base de polymères ont été ajoutées à la gamme de produits. Au milieu de l’année 2012, Trelleborg et Freudenberg forment une coentreprise 50/50 dans le but de développer des solutions antivibratoires pour les véhicules légers et lourds: TrelleborgVibracoustic. En été 2016, Trelleborg a cédé toutes ses actions à Freudenberg et ainsi conclu le voyage antivibratoire auto.

## Activités

Trelleborg TM 900 710-75 R 42

Activités Trelleborg AB se compose des divisions suivantes :
- Trelleborg Industrial Solutions (systèmes de tuyaux industriels, solutions antivibratoires industrielles et étanchéité industrielle)
- Trelleborg Sealing Solutions (scellements de précision pour les secteurs industrie, automobile et aérospatiale)

## Marché
Selon la revue Rubber & Plastics News, Trelleborg AB était en 2011 le troisième acteur incontesté sur le marché mondial des produits en caoutchouc autres que les pneumatiques.
En 2021, la répartition du chiffre d’affaires par zone géographique était la suivant :
- 46% en Europe occidentale
- 33% en Amérique du nord et du sud
- 21% en Asie et dans le reste du monde[2].